# ヒフィケプニェ・ポハンバ
ヒフィケプニェ・ルーカス・ポハンバ（英語: Hifikepunye Lucas Pohamba、1935年8月18日 - ）は、ナミビア共和国の政治家。大統領（第2代）。南西アフリカ人民機構議長（第2代）。

## 来歴

### 生い立ち
子供の時、ポハンバは南アフリカ聖公会の教育を受けた。1960年、25歳のポハンバは南西アフリカ人民機構（SWAPO）の創設メンバーの一員となった。政治活動を行い逮捕されたが、南ローデシアに送れられた後しばらくして強制送還されている。その後、4ヶ月間ナミビアの刑務所に収監された後、オバンボランドで2年間自宅軟禁状態に置かれた。1964年、ポハンバはSWAPOのザンビアオフィスを立ち上げるためザンビアの首都ルサカに赴き、その帰途で後にナミビアの初代大統領となるサム・ヌジョマと会うこととなる。ナミビアが独立を果たすまでの間、ポハンバはSWAPOの代表としてアフリカ中を回った。同時に、1980年代前半にはソビエト連邦で政治学を学んでいる。
1989年、SWAPOの選挙運動で先頭に立ち、同年11月から1990年3月の独立まで設けられていた国民議会の前身にあたる憲法制定議会のSWAPOのメンバーになった 。その後、1990年から1995年まで自治大臣、1995年から1997年まで漁業海洋資源大臣、1997年から2000年3月まで無任所大臣を務めた。また、1997年にSWAPOの事務局長に選ばれ、2002年には副代表に就任している。2001年1月26日、土地大臣に任命され、2005年の大統領就任まで務めた。
土地大臣の在任中、地主の白人農業従事者から土地を持たない黒人農業従事者へ土地を移す政策に着手した。この政策は、従前の「自由意志による売買」という政策を転換するものだった。この点において、ポハンバはジンバブエのロバート・ムガベと近い者と考えることができる。

### 大統領として

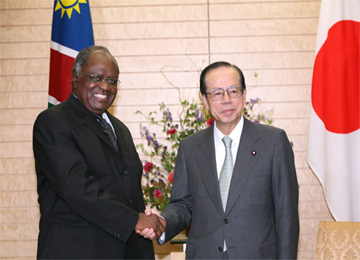
2007年10月16日、総理大臣官邸にて内閣総理大臣福田康夫（右）と

2004年5月に行われたSWAPOの臨時党大会で、ポハンバは同年に行われる大統領選挙の公認候補に選出された。一次投票で526票のうち213票を得たポハンバは、5月30日に行われた二次投票で、一次投票で3位となったナハス・アングラのサポートもあって341票を獲得し、167票のen:Hidipo Hamutenyaに勝利した。11月15日と16日に行われた大統領選挙で、ポハンバは76.4％の得票を獲得し「地滑り」と呼ばれる勝利を収めた。この選挙では、ヌジョマの支持を得ていたポハンバは、ヌジョマに選ばれた後継者と評されていた。翌2005年3月21日に第2代大統領に就任した。就任以来、慎重さと不正に対する断固とした姿勢で知られている。
一部では、ヌジョマが2007年のSWAPO議長選挙に再選し、2009年の大統領選挙で再登板するのではないかという憶測が流れたが、ヌジョマ2007年10月にこの噂を否定し、ポハンバを支援するため議長を辞するつもりだと語っている。その後、2007年11月29日にポハンバは党大会でSWAPO議長に選出された。他に立候補が無かったため無投票での当選だった。ヌジョマはポハンバについて、「同志ポハンバにリーダーシップのトーチとマントを渡した」と語っている。この党大会において、ポハンバは2009年の大統領選挙における党公認候補に選出されている。2009年11月の選挙の結果、再選となった。
ナミビアの大統領は連続三選が禁止されているため、2015年3月21日の任期満了をもってポハンバは大統領を退任した。およそ1か月後の4月19日には、SWAPOの議長からも退いた。